# Olympische Sommerspiele 1980/Kanu – Einer-Canadier 1000 m (Männer)
Die Wettkämpfe im Einer-Canadier über 1000 Meter bei den Olympischen Sommerspielen 1980 wurden vom  31. Juli bis 2. August auf dem Ruderkanal Krylatskoje ausgetragen.
Es wurden zwei Vorläufe, ein Halbfinale und ein Finale ausgetragen.
Olympiasieger wurde der amtierende Vize-Weltmeister Ljubomir Ljubenow aus Bulgarien.

## Ergebnisse

### Vorläufe
Die jeweils ersten drei Boote qualifizierten sich direkt für das Finale, die restlichen Boote für das Halbfinale.

#### Vorlauf 1
| Rang | Athleten              | Nation           | Zeit        |
| ---- | --------------------- | ---------------- | ----------- |
| 1    | Lipat Varabiev        | Rumänien         | 4:06,13 min |
| 2    | Ljubomir Ljubenow     | Bulgarien        | 4:06,82 min |
| 3    | Serhij Postrjechin    | Sowjetunion      | 4:07,39 min |
| 4    | Libor Dvořák          | Tschechoslowakei | 4:07,85 min |
| 5    | Timo Grönlund         | Finnland         | 4:11,11 min |
| 6    | William Reichenstein  | Großbritannien   | 4:28,18 min |
| —    | Hans Christian Lassen | Dänemark         | DSQ         |

#### Vorlauf 2
| Rang | Athleten        | Nation      | Zeit        |
| ---- | --------------- | ----------- | ----------- |
| 1    | Tamás Wichmann  | Ungarn      | 4:02,79 min |
| 2    | Eckhard Leue    | DDR         | 4:04,09 min |
| 3    | Thomas Falk     | Schweden    | 4:04,97 min |
| 4    | Matija Ljubek   | Jugoslawien | 4:05,21 min |
| 5    | Marek Łbik      | Polen       | 4:13,34 min |
| —    | Pierre Langlois | Frankreich  | DNS         |

### Halbfinallauf
Die ersten drei Boote des Halbfinals erreichten das Finale.
| Rang | Athleten             | Nation           | Zeit        |
| ---- | -------------------- | ---------------- | ----------- |
| 1    | Timo Grönlund        | Finnland         | 4:19,82 min |
| 2    | Libor Dvořák         | Tschechoslowakei | 4:20,15 min |
| 3    | Matija Ljubek        | Jugoslawien      | 4:20,51 min |
| 4    | Marek Łbik           | Polen            | 4:20,87 min |
| 5    | William Reichenstein | Großbritannien   | 4:29,72 min |

### Finale
| Rang | Athleten           | Nation           | Zeit        |
| ---- | ------------------ | ---------------- | ----------- |
| 1    | Ljubomir Ljubenow  | Bulgarien        | 4:12,38 min |
| 2    | Serhij Postrjechin | Sowjetunion      | 4:13,53 min |
| 3    | Eckhard Leue       | DDR              | 4:15,02 min |
| 4    | Libor Dvořák       | Tschechoslowakei | 4:15,25 min |
| 5    | Lipat Varabiev     | Rumänien         | 4:16,68 min |
| 6    | Timo Grönlund      | Finnland         | 4:17,37 min |
| 7    | Thomas Falk        | Schweden         | 4:20,66 min |
| 8    | Matija Ljubek      | Jugoslawien      | 4:22,40 min |
| 9    | Tamás Wichmann     | Ungarn           | 4:45,30 min |

## Weblink
- Ergebnisse